# Sant Crist de Canyet
L'església del Sant Crist de Canyet, és una església del barri del Canyet (Badalona), construïda entre els anys 1946 i 1951. És seu parroquial pertanyent a l'arquebisbat de Barcelona.

## Antiga Església del Sant Crist
Anteriorment a la construcció de l'actual temple, va existir una església primogènia també dedicada al Sant Crist i completament destruïda durant els dies posteriors al cop d'estat del 19 de juliol del 1936. Aquesta església fou edificada l'any 1884, però fins a l'any 1922 no va tenir llicències per tal d'administrar sacraments. Amb la construcció d'aquest temple, els veïns de Canyet ja no havien de baixar fins a l'església de Santa Maria. Era una església gran d'una sola nau. En el seu interior hi havia quatre altars. A la part central, en un absis, l’altar major dedicat al Sant Crist, i a ambós costats hi havia un altar dedicat a Sant Antoni i un altre a la Mare de Déu.
L’església va ser cremada parcialment la matinada del dia 20 de juliol de 1936, i en la seva totalitat uns dies després.

## Església del Sant Crist
Acabada la Guerra es va decidir reconstruir l'església del Sant Crist. La primera pedra es va col·locar l'any 1946 i l'obra fou dirigida i projectada per l'arquitecte badaloní Joan Padrós i Fornaguera la qual acabà el 1951, any en el qual es va obrir al culte. L'església es va eregir en uns terrenys cedits per la família Ferrater i es financià amb donacions dels veïns del barri.
Quatre anys més tard, el 1955, va ser inaugurat el campanar de la parròquia i es van beneir les quatre campanes dels finestrals que porten els noms de Maria Assumpta, Julita-Joanna, Isidora i Jacinta mentre que el 1956 van ser beneïdes les campanes del rellotge: Ferdinanda (hores) i Carmela (quarts) restaurades, l'any 2011.

## Parròquia del Sant Crist de Canyet
La parròquia del Sant Crist de Canyet pertany a l'arxiprestat Badalona Nord. A part de la seu parroquial compta també amb altres edificis reliogiosos. Aquests són les esglésies del Monestir de Sant Jeroni de la Murtra i de l'Hospital Germans Trias i Pujol, les ermites de Sant Climent i Sant Onofre i la capella de Can Ferrater, d'estil neoclàssic i inventariada com a bé d'interés local.
Actualment la parròquia està agrupada amb les parròquies veïnes de Sant Francesc d’Assís de Bufalà i Santa Clara de Morera.